# 앙골라견장과일박쥐
앙골라견장과일박쥐(Epomophorus angolensis)는 큰박쥐과에 속하는 박쥐의 일종이다. 앙골라와 나미비아에서 발견된다. 자연 서식지는 건조한 사바나와 습윤 사바나 지역이다. 서식지 감소로 멸종 위협을 받고 있다.